# Estol de compressor

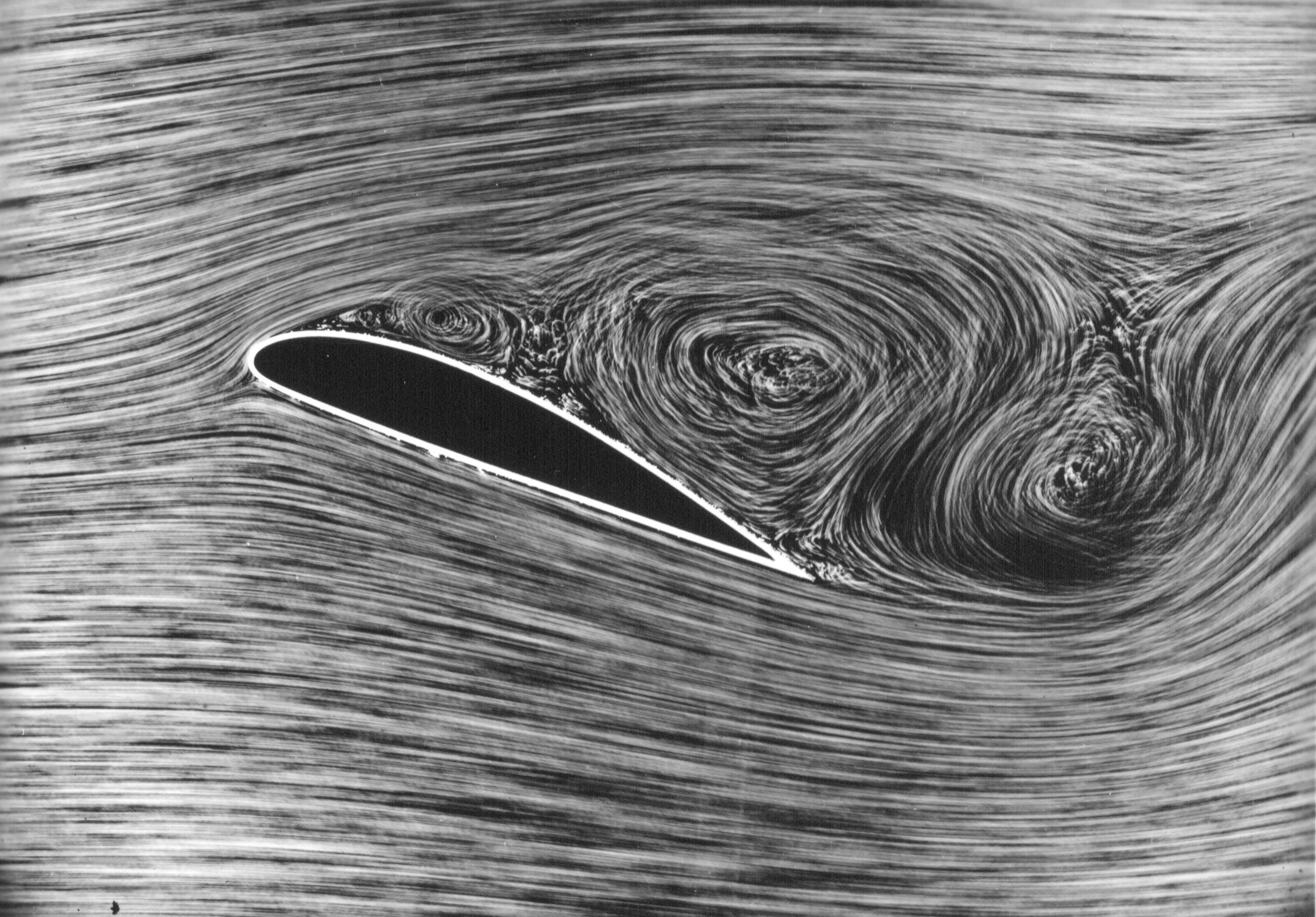
O fluxo de ar separando-se de um aerofólio com ângulo de ataque elevado, durante um estol

Um estol de compressor é uma interrupção parcial do fluxo de ar em um motor a reação e é uma condição progressiva que, se não sanada, pode levar ao surge. O efeito de surge é uma completa interrupção do fluxo de ar através do compressor e que pode, no pior dos casos, causar uma reversão instantânea na direção do fluxo de ar que passa pelo motor. A gravidade do estol varia de uma queda momentânea de potência (ocorre tão rapidamente que quase não é registrada pelos instrumentos do motor) até uma completa perda de compressão (surge),  necessitando de uma redução no fluxo de admissão de combustível do motor.

O estol era um problema comum no início de motores a jato com aerodinâmica simples e unidades de controle de combustível manual ou mecânica, mas tem sido virtualmente eliminado por meio de um melhor design e o uso de sistemas de controle hidromecânicos e eletrônicos, tais como o FADEC. Compressores modernos são cuidadosamente planejados e controlados para evitar ou limitar o estol dentro da faixa de operação de um motor.

## Tipos

Uma animação de um compressor axial mostrando o estator e o rotor.

Existem dois tipos de estol de compressor:

### Estol de rotação
Estol de rotação é uma interrupção local do fluxo de ar dentro do compressor, que continua a fornecer ar comprimido, mas com reduzida eficácia. O estol de rotação acontece quando uma pequena porção dos aerofólios passam por um estol de aerofólio, perturbando o fluxo de ar local sem desestabilizar o compressor. Os aerofólios estolados criam bolsões de ar relativamente estagnados (referidos como células de estol) que, em vez de moverem-se na direção do fluxo, giram em torno da circunferência do compressor. As células de estol giram com as pás do rotor, mas com 50% a 70% da sua velocidade, afetando aerofólios subsequentes em volta do rotor enquanto cada um deles encontra uma célula de estol. A propagação da instabilidade em todo o fluxo de ar tubular é impulsionado pelo bloqueio das células de estol, causando um pico de incidência na lâmina adjacente. A lâmina adjacente estola como resultado do pico de incidência, causando assim uma "rotação" das células de estol em torno do rotor. Estóis locais estáveis também podem ocorrer, em que são axi-simétricos, cobrindo completamente a circunferência do disco do compressor, mas apenas uma parte de seu plano radial, com o restante da face do compressor permitindo a passagem normal do fluxo.
Um estol de rotação pode ser momentâneo, resultante de uma perturbação externa, ou pode ser contínuo, quando o compressor encontra um equilíbrio entre as áreas não estoladas e áreas estoladas. Estóis locais reduzem substancialmente a eficiência do compressor e aumentam as cargas estruturais no aerofólios ao encontrarem células de estol na região afetada. Em muitos casos, no entanto, os aerofólios do compressor estão extremamente carregados, sem capacidade de absorver a perturbação ao fluxo normal de ar, de tal forma que as células de estol originais afetam as regiões vizinhas e a região estolada cresce rapidamente para se tornar um estol completo de compressor.

### Estol axi-simétrico ou efeito surge em compressor
Estol axi-simétrico, mais comumente conhecido como Surge em compressor; ou pressão de Surge, é uma completa ruptura na compressão, resultando em uma reversão de fluxo e a violenta expulsão do ar anteriormente comprimido através de admissão do motor, devido à incapacidade do compressor para continuar a trabalhar contra o ar já comprimido por trás dele. Ou o compressor passa por condições em que excedem o limite das suas capacidades de aumento de pressão, ou o compressor fica carregado de tal forma que ele não tem capacidade para absorver uma perturbação momentânea, criando um estol de rotação que pode propagar-se em menos de um segundo para todo o compressor.
O compressor irá recuperar-se ao fluxo normal uma vez que a razão de compressão se reduz a um nível em que o compressor é capaz de manter um fluxo de ar estável. Se, no entanto, as condições que estimularam o estol permanecerem, o retorno do fluxo de ar estável irá reproduzir o ocorrido com o aparecimento do efeito Surge e o processo irá se repetir. Tal estol "encapsulado" ou estol espontâneo é particularmente perigoso, com níveis muito elevados de vibração, causando desgaste do motor e possíveis danos, até mesmo a destruição total do motor, tal como ocorreu como voo 751 da Scandinavian Airlines.

## Causas
O ângulo de ataque de uma palheta do compressor é o resultado a velocidade axial do ar de entrada e a velocidade rotacional da respectiva palheta. Estas duas velocidades combinadas formam um vetor que representa o ângulo de ataque do ar sobre a palheta. Um estol de compressor pode se causado por um desequilíbrio entre a velocidade rotacional da palheta e a velocidade axial do ar de entrada, sendo este desequilíbrio causado por diversos fatores:
- Um fluxo de combustível excessivo, causado por uma rápida modificação na manete de potência na tentativa de acelerar rapidamente o motor, pode causar um aumento na pressão da parte traseira da câmara de combustão, gerando uma redução na velocidade axial do ar que passa pelo compressor, aumentando o ângulo de ataque da palheta;
- Um fluxo de combustível escasso, causado por uma rápida modificação na manete de potência na tentativa de desacelerar rapidamente o motor, pode causar uma diminuição na pressão da parte traseira da câmara de combustão, gerando um aumento na velocidade axial do ar de entrada do compressor;

- A operação da RPM do motor além das suas especificações ideais irá aumentar ou diminuir a velocidade rotacional da palheta do compressor, que pode aumentar ou diminuir o ângulo de ataque a um ponto em que a eficiência da palheta é destruída, culminando na redução da velocidade axial do fluxo de ar de entrada;
- A ingestão de ar turbulento pelo duto de admissão reduzirá a velocidade axial do fluxo de ar de entrada através de todo o compressor;
- Componentes danificados ou contaminados no compressor, como palhetas do rotor ou estator, podem causar um aumento na velocidade axial do ar de entrada por causa da perda de eficiência na taxa de compressão;
- Uma turbina contaminada ou danificada não terá a eficiência necessária para girar o compressor na velocidade correta. Isso diminuirá a taxa de compressão do motor, levando a um aumento na velocidade axial do fluxo de ar de entrada.

Qualquer uma dessas causas podem dar início a um estol de compressor e, assim que ele comece, há uma ruptura parcial no fluxo de ar do motor.
Um compressor só bombeia ar de uma forma estável até uma certa razão de compressão. Acima deste valor, o fluxo é quebrado e torna-se instável. Isso ocorre no que é conhecido como linha de Surge em um mapa de compressor. O motor inteiro é projetado para manter a operação do compressor a uma pequena distância abaixo da linha de Surge, no que é conhecido como a linha operacional. A distância entre essas as duas linhas é conhecida como a margem de Surge. Várias coisas podem ocorrer durante a operação do motor para diminuir a linha de Surge ou aumentar a linha operacional. Quando as duas coincidem, não há mais qualquer margem de Surge e um estágio do compressor pode estolar ou o compressor inteiro pode entrar em Surge, como explicado nas seções anteriores.

### Fatores que derrubam a linha de Surge
As seguintes situações, se forem graves o suficiente, podem causar estol ou Surge.
- A ingestão de objetos estranhos que danifiquem o motor, bem como areia e sujeira de erosão, podem diminuir a linha de Surge.
- O acúmulo de sujeira no compressor, o desgaste que aumenta as folgas na beirada do compressor e vazamentos, todos tendem a elevar a linha operacional.
- Uma perda completa da margem de Surge com um Surge violento pode ocorrer na presença de risco aviário. Nas operações aéreas, o taxi no solo, decolagens, voos baixos (militares) e aproximações para pouso possuem risco de colisão com aves. Quando um pássaro é ingerido por um compressor, o bloqueio resultante e o dano nos aerofólios fazem com que ocorra o Surge no compressor. Exemplos de detritos em uma pista ou um convés de porta-aviões que podem provocar danos são pedaços de borracha de pneus, lixo, porcas e parafusos. Um exemplo específico é o Voo Air France 4590. A área de movimento de um aeroporto e convés de porta-aviões são limpos com freqüência na tentativa de se impedir a ingestão de objetos estranhos.
- A operação de aeronaves fora de seu envelope; por exemplo, realizando manobras de voo extremas, resultando em separação no fluxo de ar do duto de admissão, voo em condições de formação de gelo no duto de admissão ou compressor e voos em altitudes excessivas.[2]
- A operação do motor fora do previsto no manual de operações; por exemplo, em motores a jato novos, uma movimentação brusca nas manetes de potência (aceleração slam) enquanto é especificado que o piloto efetue apenas movimentos lentos nas manetes. O abastecimento excessivo de combustível eleva a linha operacional até que se encontre com a linha de Surge. (O controle de capacidade de combustível  é estendido para limitar automaticamente o abastecimento excessivo de combustível, para evitar o efeito Surge).
- Fluxo de ar turbulento ou quente no duto de admissão do motor. Como, por exemplo, o uso de reversores em baixa velocidade, que resulta na re-ingestão de ar quente e turbulento ou, para aeronaves militares, a ingestão de gases quentes do escape de mísseis após seu disparo.
- Gases quentes de arma de fogo que podem produzir distorção de entrada; por exemplo, Mikoyan MiG-27.

## Efeitos

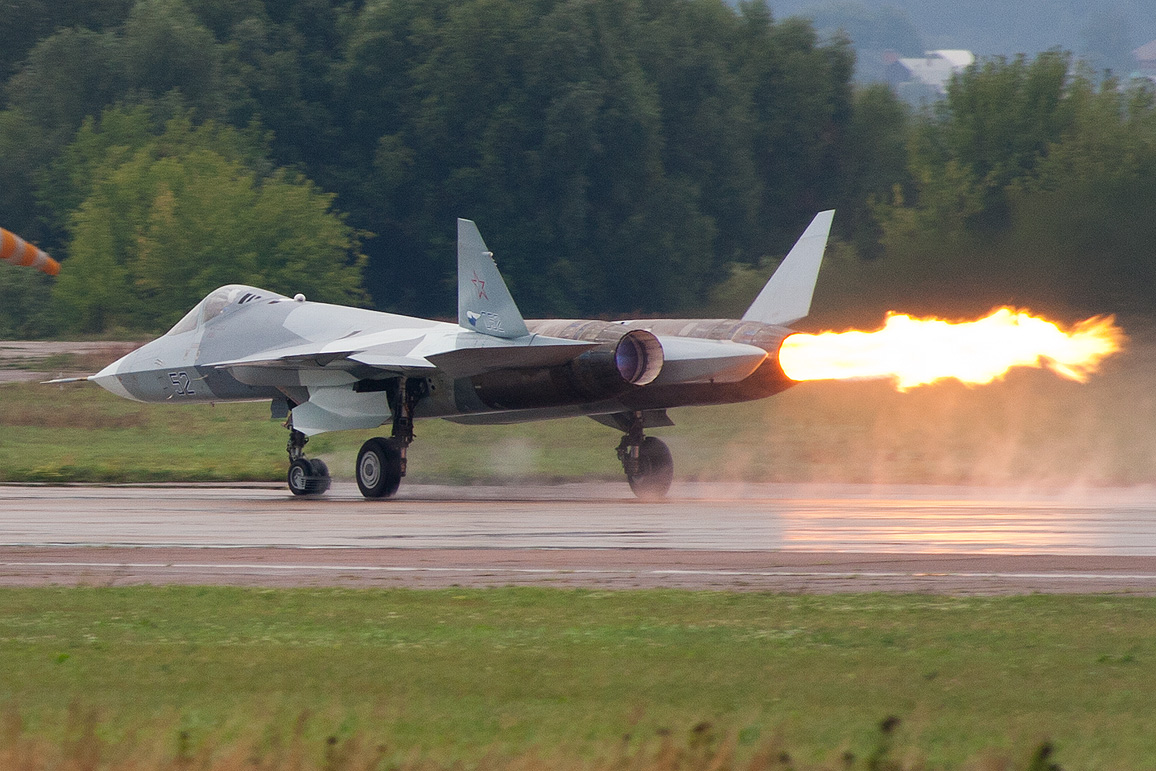
Sukhoi Su-57 protótipo sofrendo um estol de compressor na MAKS 2011.

Estol de compressor, ou Surge em compressor, são imediatamente identificáveis, já que produzem um ou mais barulhos extremamente altos no motor. Jatos de fogo sendo emanados do motor são comuns durante esse tipo de evento. Estes estóis podem ser acompanhados por:
- Aumento na temperatura dos gases de escape (EGT), pois há menos ar indo para as câmaras de combustão e, assim, menos ar para refrigerar os produtos da combustão, que são os gases de escape;
- Aumento na vibração do motor, que pode gerar barulhos;
- Flutuações de RPM do motor, devido à grande redução no trabalho realizado pelo compressor estolado; e
- No caso de aviões multi-motores – guinada na direção do motor afetado devido à perda de empuxo.

O estol de compressor é um fenômeno progressivo e, em teoria, pode ocorrer em apenas uma das palhetas do rotor e começar a se espalhar e englobar um estágio do rotor. Se nada for feito, ele pode se espalhar para todo o motor. A progressiva deterioração da velocidade do fluxo de ar que passa pelo motor causado pelo estol de compressor eventualmente causará uma completa interrupção neste fluxo de ar, sendo este fenômeno chamado de surge de compressor.
Em casos mais graves, o surge pode causar uma reversão instantânea no fluxo de ar que passa pelo motor, com este ar sendo expelido pelo duto de admissão, acompanhado de um barulho estrondoso.

## Resposta e recuperação
A resposta apropriada para o estol de compressor varia de acordo com o tipo de motor e situação, mas geralmente consiste em, de imediato e de forma constante, diminuir a potência no motor afetado e investigar a causa.
Enquanto motores modernos com avançadas unidades de controle podem evitar muitas causas de estol, pilotos de aeronaves a jato devem continuar a levar este efeito em conta ao variar a RPM ou a potência do motor. Uma operação suave nas manetes de potência garante uma resposta confiável do motor. O piloto também deve estar consciente das restrições em que a RPM e a densidade do ar implicam na operação do motor e agir de maneira correspondente.

## Ocorrências de estol notáveis

### Desenvolvimento de aeronave

#### Motor Rolls-Royce Avon
O motor turbojato Rolls-Royce Avon foi afetado por repetidos Surges de compressor durante o seu desenvolvimento, no início da década de 1940, que se mostrou difícil de eliminar a partir de seu design. Tal foi a importância e a urgência percebida por esse tipo de motor que a Rolls-Royce licenciou o projeto do compressor do motor Sapphire, do grupo Armstrong Siddeley, para acelerar seu desenvolvimento.
O motor, depois de redesenhado, passou a motorizar  aeronaves tais como o bombardeiro Canberra, o de Havilland Comet e o Sud Aviation Caravelle.

#### Olympus 593
Durante o desenvolvimento do Concorde Supersônico de Transporte (SST), na década de 1960, um grande incidente ocorreu quando um surge de compressor causou uma falha estrutural no duto de admissão. O a onda de choque que se propagou para a frente do compressor teve força suficiente para soltar e expelir uma das abas de admissão do duto de admissão de ar. O mecanismo da aba foi reforçado e leis de controle alteradas para evitar uma reincidência.

### Acidentes aeronáuticos

#### Acidente U.S. Navy F-14
Um estol de compressor contribuiu para a morte da Tenente Kara Hultgreen, em 1994, a primeira piloto de caça do sexo feminino embarcada em porta-avião da Marinha dos Estados Unidos. Seu avião, um Grumman F-14 Tomcat, experimentou um estol de compressor e falha de seu motor esquerdo, um Pratt e Whitney TF30 turbofan, devido à perturbação do fluxo de ar causado pela tentativa de Kara de recuperar-se de uma aproximação desestabilizada através da execução de uma glissada; o estol de compressor causado pelo ângulo de incidência excessivo durante guinadas era uma falha conhecida neste tipo de motor.

#### Voo 242 da Southern Airways
A perda do voo 242 da Southern Airways, em 1977, um Douglas DC-9-31, enquanto penetrava uma tempestade sobre a Geórgia foi atribuída a um estol de compressor provocado pela ingestão de grandes quantidades de água e granizo que bloquearam o fluxo de ar dos seus dois motores turbofan Pratt & Whitney JT8D-9. Os estóis foram tão severos que causaram a destruição dos motores, deixando a tripulação de voo com nenhuma escolha além de fazer um pouso de emergência em via pública; 62 passageiros e outras 8 pessoas em terra foram mortas.

#### Antonov An-124 em Irkutsh, 1997
Um avião de transporte Antonov 124 foi destruído quando caiu imediatamente após a decolagem de Irkutsk-2, na Rússia. Três segundos após decolar da pista 14, a uma altura de cerca de 5 metros (16 pé), o motor número 3 sofreu Surge. Subindo com um elevado ângulo de ataque, os motores 1 e 2 também sofreram Surge, fazendo com que a aeronave se acidentasse a 1 600 metros (5 200 pé) após o final da pista. Ele atingiu várias casas de uma área residencial, matando todos os 23 a bordo e 45 pessoas em solo.

#### Voo 159 da Trans World Airlines
Em 6 de novembro de 1967, o voo 159 da TWA, um Boeing 707, em sua corrida de decolagem do então denominado Aeroporto Maior Cincinnati, passou pelo voo 379 da Delta Airlines, um Douglas DC-9, atolado na lama a alguns metros da lateral da pista. O copiloto da aeronave da TWA ouviu um estrondo, agora conhecido por ter sido um estol de compressor induzido pela ingestão dos gases de escape do DC-9 da Delta, ao se cruzarem. Acreditando que uma colisão tinha ocorrido, o copiloto abortou a decolagem. Por causa de sua velocidade, a aeronave varou a pista, ferindo 11 dos 29 passageiros, um dos quais morreu quatro dias depois, como resultado das lesões.

#### Voo 751 da Scandinavian Airlines
Em dezembro de 1991, o voo 751 da Scandinavian Airlines, um McDonnell Douglas MD-81, num voo a partir de Estocolmo para Copenhague, caiu depois de perder os dois motores devido ingestão de gelo, ocasionando estol de compressor logo após a decolagem. Havia um sistema recém instalado de controle de potência automático, concebido para impedir que os pilotos reduzissem a potência durante a subida após a decolagem. O piloto reconheceu o estol de compressor e comandou a redução de potência, sendo impedido pelo sistema de controle recém instalado, levando a danos no motor e falha total do motor. O piloto efetuou um pouso forçado de sucesso em uma clareira na floresta, sem nenhuma fatalidade.

#### Voo 1549 da US Airways
Em 15 de janeiro de 2009, o Voo 1549 da US Airways, um Airbus A320, amerrissou no Rio Hudson, cerca de cinco minutos após a decolagem. A causa aparente foi um estol de compressor em ambos os motores depois de voar através de um bando de pássaros cerca de 90 segundos depois da decolagem. Esta mesma aeronave pode ter sofrido um estol de compressor no motor direito dois dias antes. Depois de um incidente em que um Airbus A321-200 sofreu estol de compressor em ambos os motores durante a fase inicial de subida em 15 de dezembro de 2008, a Diretriz de Aeronavegabilidade de Emergência 2008-228, emitida para  EASA,  solicitou que operadores de motores CFM56-5B (operado no avião que amerrissou no Rio Hudson) monitorem as temperaturas dos gases de escape (EGT) em busca de deterioração e que certifiquem-se de que pelo menos um motor mostra deterioração inferior a 80 °C em sua EGT. A FAA emitiu a mesma recomendação, através da Diretriz de Aeronavegabilidade AD 2009-01-01, com efeito imediato.